# Trochosa moluccensis
Trochosa moluccensis är en spindelart som beskrevs av Tord Tamerlan Teodor Thorell 1878. Trochosa moluccensis ingår i släktet Trochosa och familjen vargspindlar. Inga underarter finns listade i Catalogue of Life.